# Хамдамов, Амон
Амо́н Султа́нович Хамда́мов (тадж. Амон Ҳамдамов; 5 мая 1918, Самарканд, Туркестанская АССР, ныне Узбекистан — 15 декабря 2003) — таджикский композитор, дирижёр и педагог. Народный артист Таджикской ССР (1978).

## Биография
В 1958 году окончил Московскую консерваторию; педагог Владимир Фере (композиция). В 1933—1935 годах гиджакист в оркестре музыкально-драматического театра Самарканда и в 1935—1938 годах скрипач в оркестре Драматического театра имени Лахути (Сталинабад, ныне Душанбе). В 1938—1941 годах концертмейстер, а в 1947—1952 годах дирижёр оркестра народных инструментов. В 1942—1945 годах был на фронте. С 1946 года дирижёр, а в 1968—1979 годах главный дирижёр оркестра народных инструментов Гостелерадио Таджикской ССР. Писал музыку к спектаклям, романсы и песни (всего более 150), занимался обработками таджикских народных мелодий. Член КПСС в 1947—1991 годах.

## Сочинения
- сюита «День в колхозе» (1956)

## Награды
- 1941 — Медаль «За трудовое отличие»[1]
- 1957 — Орден «Знак Почёта»[2]
- 1968 — Заслуженный деятель искусств Таджикской ССР
- 1978 — Народный артист Таджикской ССР